# Анали (ТВ серија)
Анали (шп. El rostro de Analía) је америчка теленовела, продукцијске куће Телемундо, снимана током 2008. и 2009.
У Србији је емитована 2009. на телевизији Пинк.

## Синопсис
Маријана Монтијел је успешна млада жена, која управља авио-компанијом „Анђели“, основаном од стране њеног оца. Веома је способна и мудра када је посао у питању, али у приватном животу ствари стоје потпуно другачије, будући да није знала да заштити оно до чега јој је највише стало: свој брак.
Заљубила се у згодног архитекту Данијела Монтијела чим га је упознала. Са њим је проживела страсну романсу, чији резултат је била Адријана, беба коју ниједно од њих двоје није очекивало, а њено рођење било је довољан разлог за венчање.
Пар је у почетку био врло срећан у браку, Маријана је стекла потпуно поверење у свог мужа и помогла му да се професионално усаврши унутар фирме, али он је напредак у каријери искористио како би се вратио свом самачком животу. Ово је обрадовало Маријанину лепу и секси рођаку Сару, завидну и љубоморну жену која је увек желела да буде у центру пажње. Данијел се претворио у хир - начин да докаже Маријани да може да јој узме оно што највише воли, то је било искушење које је прерасло у опсесију, док најзад није успела да се увуче у његов кревет и постане му љубавница.
Имати Данијела крај себе за Сару је била савршена стратегија, која ће је довести на чело Маријанине компаније. Иза прелепог изгледа крије се жена без скрупула, која у жељи да има новац и моћ ступа у савез са мафијашем Рикијем Монтаном, а име Маријанине компаније користи за прање новца. Како њена амбиција нема граница, Сара схвата да је Маријана само сметња на путу до циља и одлучује да је уклони, уз Рикијеву помоћ.
Монтана ову мисију поверава Аналији Монкади, својој љубавници којој више не верује - она мора да убије Маријану и тако му докаже своју оданост. Девојка се осећа обавезном да прихвати оно што Рики захтева од ње, желећи да обрише сваки траг који води ка њеном правом животу - она је полицајка увучена у Рикијеву организацију како би га ухапсила и осветила смрт свог бившег дечка, а крије се под идентитетом стриптизете са полицијским досијеом - наводно је бивши члан банде, оптуживана је за трговину дрогом и за покушаје убиства.
Тог дана Маријана открива да јој је супруг неверан и у нападу бола и лудила напушта забаву поводом годишњице брака, не слутећи да ће се наћи очи у очи са смрћу - Аналија улази у њен ауто, како би је наводно убила, али Маријанино стање доводи до тога да обе буду жртве несреће у којој ће убица изгубити живот.
Сви верују да је Маријана мртва, али доктор Армандо Ривера проналази је спаљену и одлучује да јој реконструише лице помоћу најновије технологије. Међутим, он налази Аналијину фотографију на месту несреће и по њој девојци реконструише лице, не знајући да је та девојка заправо Маријана. Тако јој Ривера поклања другу прилику за живот, осудивши је да носи Аналијино лице и живи под њеним идентитетом.
Након неког времена, Маријана и даље не успева да поврати памћење, а доктор, не знајући да је Аналија тајни агент, покушава да сакрије од девојке њен прави идентитет и не дозвољава јој да излази из куће. Једног дана бежи из куће, и вођена инстинктом, спашава девојчицу која се дави у мору, не знајући да јој је судбина спремила изненађење и поново је спојила са мужем и ћерком.
Тако почиње прича пуна љубави, страсти и акције - у Ани се буди иста она љубав због које је у прошлости полудела за Данијелом, док он очаран њеним погледом у њој види нову прилику за љубав. Два странца која се заљубљују једно у друго. Маријана се враћа у вилу Монтијелових као дадиља своје ћерке, али криминални досије праве „Аналије“ не дозвољава јој да буде срећна. Са лицем непознате жене добила је и нови живот и налази се растрзана између опасности, смрти и љубави.

## Улоге
| Глумац:               | Улога:                                         |
| --------------------- | ---------------------------------------------- |
| Елизабет Гутијерез    | Ана Лусија Монкада (Анали) / Маријана Монтијел |
| Мартин Карпан         | Данијел Монтијел                               |
| Марица Родригез       | Сара Андраде                                   |
| Габријел Порас        | Рики Монтана                                   |
| Карла Монроиг         | Исабел Мартинез                                |
| Сули Монтеро          | Кармен Рејес де Андраде                        |
| Елус Пераза           | Олга Паласиос                                  |
| Флавио Кабаљеро       | детектив Ларес                                 |
| Флор Нуњес            | Агустина Монкада                               |
| Данијел Луго          | Др Армандо Ривера                              |
| Маноло Коего          | Дебели Селестино                               |
| Херман Бариос         | Ернесто Андраде                                |
| Хорхе Консехо         | Роберто                                        |
| Андрес Гарсија Јуниор | Отац Бенито                                    |
| Хосе Гиљермо Кортинес | Маурисио Монтијел                              |
| Педро Морено          | Кристобал                                      |
| Евелин Сантос         | Марлене                                        |
| Чела Аријас           | Јоја                                           |
| Алваро Руис           | Нијевес                                        |
| Густаво Франко        | Рене                                           |
| Виктор Корона         | Кинез                                          |
| Ана Габријела Барбоса | Вики                                           |
| Алехандро Чабан       | Мигел Паласиос                                 |
| Химена Дуке           | Камила Монкада                                 |
| Жаклин Маркес         | Чаниква                                        |
| Енџи Русијан          | Јасмин                                         |
| Данијела Нијевес      | Адријана Монтијел                              |
| Габи Еспино           | Маријана Монтијел / Ана Лусија Монкада (Анали) |